# Frans Geurtsen
Frans Geurtsen (né le 17 mars 1942 à Utrecht et décédé le 12 décembre 2015) est un joueur de football néerlandais, qui jouait au poste d'attaquant.

## Biographie
Il joue durant sa carrière dans un seul club entre 1963 et 1971, à DWS, avec qui il inscrit 94 buts en 190 matchs.
Il termine meilleur buteur du championnat néerlandais deux années de suite, lors de la saison 1963-1964 puis lors de la saison 1964-1965.
Geurtsen joue un match et inscrit un but avec l'équipe des Pays-Bas en 1964.